# مربة
مربة: أحد مراكز إمارة منطقة عسير، تقع في جنوب غرب أبها على مسافة 65 كيلاً. وبها من الدوائر الحكومية: مركز إداري، دفاع مدني، محكمة، مركز هيئة، فرع أوقاف، شرطة. ويقطنها 8631 نسمة.